# Samherji
Samherji ist ein Fischereiunternehmen aus Island. Es ist das größte des Landes und eines der größten in Europa. Das Unternehmen wurde 1972 in Grindavík gegründet, der Hauptsitz befindet sich in Akureyri. Samherji unterhält ein Netz von Tochterunternehmen weltweit. Das Unternehmen hat etwa 1600 Mitarbeiter, davon rund die Hälfte in Island.
1983 übernahmen Þorsteinn Már Baldvinsson, Kristján Vilhelmsson und Þorsteinn Vilhelmsson ein Großteil der Unternehmensanteile. Sie sind seitdem federführend dort beschäftigt.
2017 stellte Samherji drei moderne, auf der türkischen Werft Cemre Shipyard gebaute Trawler vom Typ ST120101 in Dienst. Im November 2019 trat Þorsteinn Már Baldvinsson als Geschäftsführer im Rahmen der Ermittlungen in der internationalen Fishrot-Affäre zurück. Ihm und dem Unternehmen wird Korruption und Bestechung hochrangiger Politiker und Geschäftsleute in Namibia nachgesagt.

## Samherji in Deutschland

### Deutsche Fischfang Union
Im Jahr 1998 begann Samherji, Anteile an der Deutschen Fischfang Union GmbH & Co. KG (DFFU) in Cuxhaven zu übernehmen. Die DFFU war aus einem Zusammenschluss verschiedener deutscher Fischfangreedereien entstanden. Sukzessive übernahm Samherji alle Anteile.
Mit den 2017 abgelieferten Frosttrawlern „Berlin“ und „Cuxhaven“ bereedert die DFFU zwei moderne Fischereischiffe vom Typ NVC 374 WP.
Die DFFU ist Mitglied im Deutschen Hochseefischereiverband.

### Icefresh
Bei der Icefresh GmbH in Groß-Gerau wird Fisch verarbeitet und portioniert.